# サイドカーに犬
『サイドカーに犬』（サイドカーにいぬ）は長嶋有の短篇小説。及び、同作を原作とした2007年6月に公開された日本映画。
母親が家出した家庭に突如入り込んできた主人公・ヨーコと、10歳の少女・薫の心の交流を描いた作品である。長嶋有は本作で第92回文學界新人賞を受賞しデビューした。『文學界』2001年6月号に掲載され、第125回芥川賞の候補になった。『猛スピードで母は』（文藝春秋、2002年1月刊）に収録。
2007年に竹内結子主演で映画化された。竹内が破天荒で勝気なヒロインを演じ、新境地を開いた。

## 映画
根岸吉太郎によって映画化。2007年6月23日に公開された。

### キャスト
- ヨーコ - 竹内結子
- 近藤薫 - 松本花奈、ミムラ（20年後）
- 近藤透 - 谷山毅、川村陽介（20年後）
- 近藤良子 - 鈴木砂羽
- 浜口 - トミーズ雅
- 渡辺寿男 - 山本浩司
- 釣堀屋主人 - 寺田農
- マンションの下見に来る客 - 松永京子、伊勢谷友介
- 増田治五郎 - 温水洋一
- 増田トメノ - 樹木希林
- 吉村 - 椎名桔平
- 近藤誠 - 古田新太

### スタッフ
- 監督：根岸吉太郎
- 脚本：田中晶子・真辺克彦
- 音楽：大熊ワタル
- 主題歌：「Understand」YUI (Sony Music Records、STUDIOSEVEN Recordings)
- 挿入歌：「いい事ばかりはありゃしない」RCサクセション（キティレコード）
- 撮影：猪本雅三
- 編集：小島俊彦
- 美術：三浦伸一
- 録音：横溝正俊
- 照明：金沢正夫
- 自転車技術指導：森幸春
- 技斗：劔持誠
- 合成・タイトル：マリンポスト
- 現像：IMAGICA
- スタジオ：日活撮影所
- プロデューサー：田辺順子
- 製作協力：エンタテインメント・フューチャーズ・ファンド、フェイス
- 製作者：若杉正明、細野義朗、柳田和久
- 製作プロダクション：ビーワイルド

### ストーリー
1980年代の夏。キャリアウーマンとして精力的に不動産会社で働く薫は、父と暮らしていた弟に自分の結婚式に出てくれと頼まれる。ふと、憧れの女性、ヨーコを思い出す。20年ほど前、家出していった母と入れ違いのように家にやって来たヨーコは、ドロップハンドルの自転車を駆り、タバコをふかす、母とは正反対の豪快な女性だった。彼女は薫のために食事を作り、コカ・コーラの味や流行りの音楽を教えてくれた。犬を見て、犬がいいのか飼い主がいいのかという不思議な問いをしてくる。そして、互いに尊敬しあう友情の存在も…。だが、父との諍いのすえ家にいられなくなったヨーコは、最後の夏休みにつきあってくれ、と薫を誘うのだった。

### 受賞
作品
- 第81回キネマ旬報ベスト・テン 日本映画 第6位
- 朝日ベストテン映画祭 日本映画 第6位
- 第29回ヨコハマ映画祭日本映画ベストテン 第7位
- 映画芸術ベストテン 第8位

主演女優賞（竹内結子）
- 山路ふみ子映画賞 女優賞 第31回
- 第20回日刊スポーツ映画大賞・石原裕次郎賞 最優秀主演女優賞 第20回
- 大阪映画記者クラブ2007年ベストムービー賞 日本映画最優秀女優賞
- 第81回キネマ旬報ベスト・テン 最優秀主演女優賞
- 第17回日本映画批評家大賞 最優秀主演女優賞